# Universidade de Arte de Tama

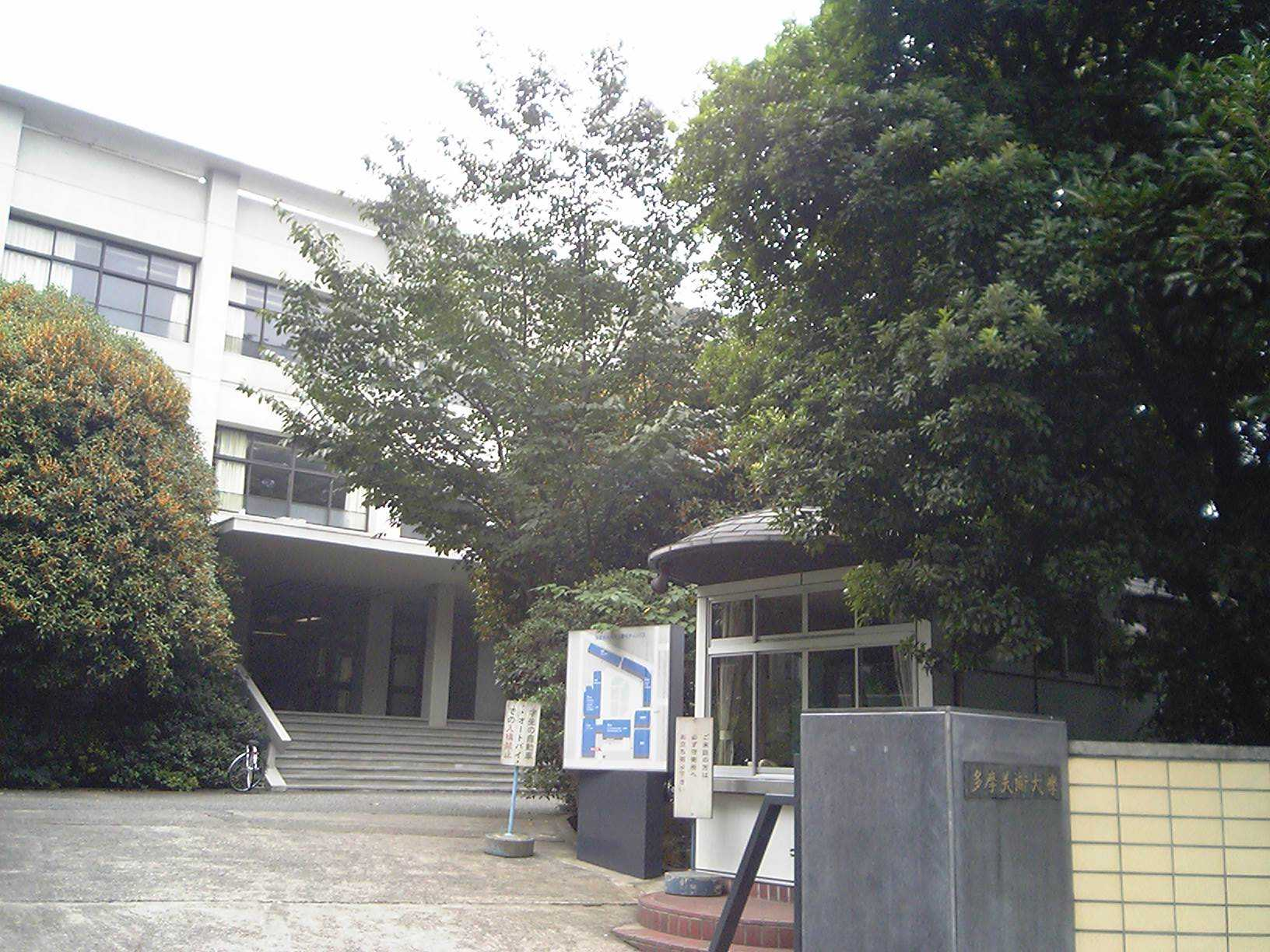
Universidade de Arte de Tama

A Universidade de Arte de Tama (多摩美術大学, Tama bijutsu daigaku) é uma universidade privada localizada em Setagaya, Tóquio, no Japão. A predecessora da escola foi fundada em 1935 e derivou da atual Universidade de Arte de Musashino. 
Com uma reputação de excelência acadêmica e uma longa história de contribuições para o cenário artístico japonês, a Universidade de Arte de Tama é reconhecida internacionalmente como uma instituição de destaque no campo das artes. Seus ex-alunos incluem muitos artistas renomados, designers, músicos e cineastas que têm impactado significativamente a cultura global. 
Além dos programas acadêmicos, a universidade também promove uma série de eventos culturais e exposições, proporcionando aos estudantes e à comunidade oportunidades de envolvimento e apreciação das artes. Com uma abordagem inovadora e colaborativa para a educação artística, a Universidade de Arte de Tama continua a desempenhar um papel vital no desenvolvimento e na promoção das artes no Japão e além.

## Ex-alunos famosos
- Masahiro Ito, artista
- Takayoshi Sato, desenhista
- Takashi Okazaki, designer